# 데이코쿠키네마
데이코쿠키네마(일본어: 帝国キネマ, ていこく-)는 일본의 영화 기업이다.
정식 명칭은 데이고쿠키네마연예주식회사(일본어: 帝国キネマ演芸株式会社)이며, 1920년에 설립되어 1931년까지 존속했다. 오사카시 마나미 구에서 설립되었고, 시대극과 현대극 양 분야에서 히트작을 냈다. 후신은 1931년 설립된 신코키네마이다.
한국 영화 초창기인 일제 강점기에 이필우 등 영화인들이 유학한 곳으로, 한국에는 제국키네마로도 알려져 있다.

## 촬영소
- 고사카 촬영소 (히가시오사카시)
- 아시야 촬영소 (아시야시)
- 스가모 촬영소 (도쿄)
- 나가세 촬영소 (히가시오사카시)
- 우즈마사 촬영소 (교토시)

## 같이 보기
- 신코키네마